# Ettore Saletti
Ettore Italo Saletti (Rieti, 21 novembre 1938) è un politico italiano.
Fu sindaco di Rieti dal 1974 al 1982.

## Biografia
Nel 1963 festeggiò le sue nozze con la pittrice Clotilde Del Re, detta Titty Saletti (Torino 1936 - Montesilvano 2015).
Nel 1974 fu eletto sindaco di Rieti, incarico che mantenne fino al 1982. La sua giunta fu la prima in tutta Italia a vedere la partecipazione stabile del Partito Comunista Italiano, a cui facevano capo diversi assessori.
Nel corso della sua sindacatura il comune di Rieti rilasciò il certificato di abitabilità per numerosi fabbricati rurali nelle colline di Castelfranco, che erano stati trasformati abusivamente in ville di lusso (la cosiddetta vicenda delle "fattorie con moquette"). Le indagini del pretore di Rieti Ugo Paolillo portarono a un processo penale nel quale Saletti fu condannato in primo grado per omesso controllo (1984) per poi essere assolto con formula piena in appello.
Terminata l'esperienza di sindaco, si candida al Senato una prima volta nel 1983 e poi nel 1992, ma in entrambe le occasioni non viene eletto.
Diviene in seguito segretario regionale del Partito Repubblicano Italiano.
Nel 1999 si candida senza successo al parlamento europeo.
Alle elezioni comunali del 2002 appoggia il candidato di centro-destra Giuseppe Emili che lo nomina assessore alle politiche sociali, un incarico che Saletti ricopre dal 2002 al 2012 in entrambi i mandati di Emili. Il suo operato da assessore è stato più volte accusato di assistenzialismo e clientelismo, anche da alcune parti del centrodestra. Durante il suo assessorato, uno stretto collaboratore di Saletti viene condannato per aver offerto posti di lavoro in cambio di denaro; nel 2013 lo stesso Saletti viene accusato di aver fatto ricorso al voto di scambio alle elezioni del 2007, ma viene successivamente assolto.
Nel 2004 e nel 2009 si candida consigliere provinciale. Nel 2004, inoltre, si ricandida senza successo al parlamento europeo con la lista PRI - I Liberal Sgarbi.
Alle elezioni amministrative del 2012 si candidò consigliere comunale ma non viene eletto. La rielezione, per la lista di Forza Italia, riuscì invece alle amministrative del 2017.